# Lindleya mespiloides
Lindleya es un género monotípico de arbustos pertenecientes a la familia de las rosáceas. Su única especie: Lindleya mespiloides es originaria de México en Oaxaca.

## Descripción
L. mespiloides, alcanza un tamaño de 6 metros de altura y tiene inflorescencias con flores solitarias de color blanco, perfumadas que se producen en verano.

## Taxonomía
Lindleya mespiloides fue descrita por Carl Sigismund Kunth y publicado en Nova Genera et Species Plantarum (quarto ed.) 6: 239, en el año 1824.